# 千国めぐみ
千国 めぐみ（ちくに めぐみ、1988年7月5日 - ）は、日本の女性ファッションモデル、女優である。
埼玉県出身。宮崎県生まれ。所属事務所はディケイド。
アロマテラピー検定1級、アロマセラピスト、化粧品成分検定1級、化粧品成分上級スペシャリスト、美容薬学検定1級、漢方養生指導士、薬膳漢方検定、コスメマイスター、スキンケアマイスターの資格を保有し、美容に関する幅広い知識を持つ。

## 略歴
- 2007年に、大学生時代にスカウトされ、ファッション雑誌「PINKY」（集英社）モデル活動をはじめる。
- 2011年に、mina（主婦の友社）レギュラーモデルとなる。

## 出演

### 雑誌
- mina（2011年 - 、主婦の友社）レギュラーモデル
- 美的 (2016年 - 、小学館) レギュラーモデル
- with (2013年 - 、講談社) レギュラーモデル
- ROLA (2015年 - 、新潮社)
- steady.
- anan（2013年 - )
- VoCE
- MAQUIA
- Soup.（2013年5月号）
- Newtype（2013年1月号）
- CanCam
- sweet
- PINKY（集英社)

### CM
- サークルKサンクス「窯出しショコラプリン」（2013年）
- カカオジャパン「カカオトーク」（2012年）
- KOSE 「ソフティモ」
- 花王 「ロリエ」
- ハウスウェルネスフーズ「C1000一日分のビタミン一日分の歌」（2011年）
- 日清ペットフード「いぬのしあわせ」（2011年）
- ピップ「スリムウォーク」（2010年）
- グリコ乳業「ドロリッチ」のイメージキャラクターであるドロリッチガールズ3期生に就任（2013年9月 - ）

### カタログ
- イマージュ
- ニッセン
- ffn
- RyuRyu

### イベント
- GirlsAward 2013 SPRING/SUMMER（2013年3月23日、国立代々木競技場第一体育館）[1]

### PV
- レミオロメン「立つんだジョー」(2010年)
- NICO Touches the Walls「妄想隊員A」

### テレビ
- 東京上級デート（2013年9月18日、テレビ朝日）＃70 代官山八幡通り